# Зимові Дефлімпійські ігри 2007
XVI Зимові Дефлімпійські ігри пройшли в м. Солт-Лейк-Сіті, США, з 3 по 10 лютого 2007 року. У змаганнях взяло участь 298 спортсменів із 23 країн. У Солт-Лейк-Сіті було додано ще один демонстраційний вид спорту — керлінг. Наступні ігри були проведені лише у 2015 році в російських містах Ханти-Мансійську і Магнітогорську.

## Дисципліни
Змагання пройшли з 5 спортивних дисциплін.

### Індивідуальні
| - Гірськолижний спорт - Лижні гонки - Сноубординг |

### Командні
| - Хокей - Лижні гонки - Керлінг |

## Країни-учасники
У XVI Зимових дефлімпійських іграх взяли участь спортсмени з 23 країн:
| - Австралія - Австрія - Німеччина - Італія - КНР - Канада - Литва - Нідерланди |  | - Пакистан - Польща - Росія - Словаччина - Словенія - США - Туреччина - Україна |  | - Фінляндія - Франція - Хорватія - Чехія - Швейцарія - Швеція - Японія |

## Нагороди
Країна господар (США)
| Місце    | Країна    | Золото | Срібло | Бронза | Загалом |
| -------- | --------- | ------ | ------ | ------ | ------- |
| 1        | Росія     | 9      | 5      | 4      | 18      |
| 2        | Чехія     | 4      | 3      | 2      | 9       |
| 3        | США       | 3      | 5      | 5      | 13      |
| 4        | Канада    | 3      | 1      | 0      | 4       |
| 5        | Японія    | 3      | 0      | 1      | 4       |
| 6        | Німеччина | 2      | 1      | 0      | 3       |
| 7        | Швейцарія | 1      | 4      | 2      | 7       |
| 8        | Австрія   | 1      | 1      | 2      | 4       |
| 9        | Фінляндія | 1      | 1      | 1      | 3       |
| 10       | Україна   | 0      | 4      | 3      | 7       |
| 11       | Італія    | 0      | 1      | 2      | 3       |
| 12       | Словенія  | 0      | 1      | 1      | 3       |
| 13       | КНР       | 0      | 0      | 1      | 1       |
| 13       | Хорватія  | 0      | 0      | 1      | 1       |
| 13       | Туреччина | 0      | 0      | 1      | 1       |
| 13       | Швеція    | 0      | 0      | 1      | 1       |
| Загалом: | Загалом:  | 27     | 27     | 27     | 81      |